# Dave Hancock

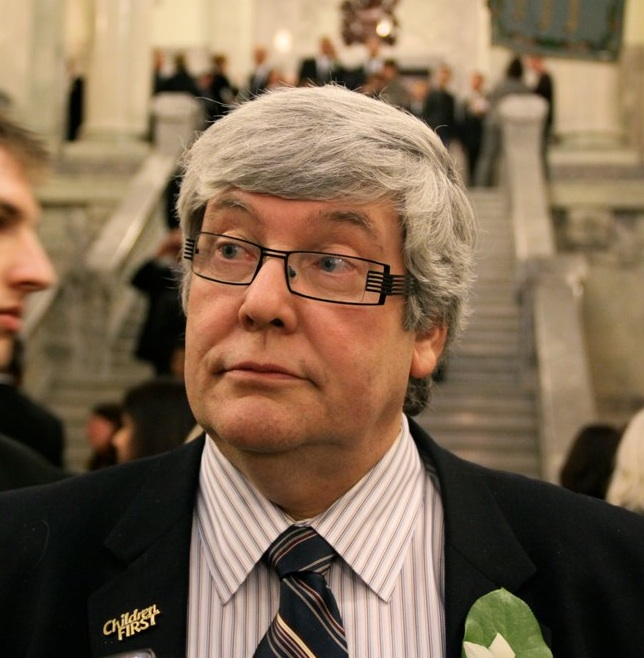
Dave Hancock (2011)

David Graeme „Dave“ Hancock (* 10. August 1955 in Fort Resolution, Nordwest-Territorien) ist ein kanadischer Politiker. Er war von 1997 bis 2014 Abgeordneter in der Legislativversammlung von Alberta, von April bis September 2014 hatte er nach dem Rücktritt von Alison Redford interimistisch das Amt des Premierministers der Provinz Alberta inne.

## Biografie
Hancock wuchs in Hazelton in der Provinz British Columbia auf. Er ging in Fort Vermilion im Norden Albertas zur High School, bevor er im Jahr 1972 in die Hauptstadt Edmonton zog. Erstmals politisch aktiv war er von 1974 bis 1976 als Präsident der Jugendorganisation der Progressive Conservative Association of Alberta. Hancock studierte Rechtswissenschaften an der University of Alberta und arbeitete nach dem Abschluss als Partner der Kanzlei Matheson and Company, Barristers and Solicitors. Von 1990 bis 1992 war er Präsident Progressiv-Konservativen (Anmerkung: kanadische Parteipräsidenten sind rein administrativ tätig).
Am 11. März 1997 wurde Hancock in die Legislativversammlung gewählt, wo er den Wahlkreis Edmonton-Whitemud vertrat. Unmittelbar darauf berief ihn Premierminister Ralph Klein ins Kabinett und ernannte ihn zum Minister für zwischenstaatliche Beziehungen und Angelegenheiten der Ureinwohner. In dieser Funktion verantwortete er die Schaffung des Aboriginal Policy Framework, das die Beziehungen zwischen Provinzregierung und Vertretern der Ureinwohner auf eine neue rechtliche Basis stellte.
Zwei Jahre nach Amtsantritt wurde Hancock zum Justizminister und Fraktionschef befördert. Während seiner Amtszeit als Justizminister strebte er danach, die Anzahl Verurteilungen zu bedingten Haftstrafen bei Gewaltverbrechen und Trunkenheit am Steuer deutlich zu begrenzen. Er schuf auch ein Warnsystem, um chronisch alkoholisierte Autofahrer in Alberta zu identifizieren und führte Fachgerichte für häusliche Gewalt ein. Nach den Wahlen von 2001 hatte er zusätzlich das Amt des Attorney General inne.
Ralph Klein ernannte Hancock nach den Wahlen 2004 zum Minister für höhere Bildung. Er brachte erfolgreich den Access to the Future Act durch, der eine Milliarde Dollar für eine Stiftung zur Förderung der höheren Bildung bereitstellte. Hancock trat im April 2006 als Minister zurück und verkündete seine Absicht, um den Parteivorsitz zu kandidieren. Er scheiterte im ersten Wahlgang, wobei er unter den acht Kandidaten das fünftbeste Ergebnis erzielte. Nachdem Ed Stelmach neuer Premierminister geworden war, ernannte dieser Hancock zum Gesundheitsminister. Unter anderem verbesserte er den Zugang zu Kardiologie und Krebstherapien. Im März 2008 übernahm er das Bildungsministerium, wobei er insbesondere die finanzielle Unterstützung von Privatschulen erhöhte. Ab Dezember 2013 war er schließlich Vizepremier und Minister für Innovation und höhere Bildung.
Nach der Ankündigung des Rücktritts von Alison Redford sowohl als Parteivorsitzende als auch als Premierministerin wurde Hancock am 20. März 2014 von der progressiv-konservativen Parlamentsfraktion zum interimistischen Parteivorsitzenden bestimmt. Drei Tage später folgte die Ernennung zum Premierminister. Nach knapp fünf Monaten im Amt trat Hancock am 23. September 2014 von allen Funktionen zurück, seine Nachfolge trat Jim Prentice an.